# Gemma Jones
Jennifer Gemma Jones (Marylebone, Londres, 4 de desembre de 1942) és una actriu anglesa, coneguda pels seus papers com a Madame Pomfrey en les adaptacions cinematogràfiques de la saga Harry Potter i com l'espia Connie James en la sèrie de televisió Spooks.
Gemma Jones va néixer el 4 de desembre de 1942 a Londres (Anglaterra). És filla d'Irene Isaac i de l'actor Griffith Jones. El seu germà petit és l'actor Nicholas Jones. Va anar a la Royal Academy of Dramatic Art. Va tenir un fill amb el director Sebastian Graham-Jones, nascut el 1975, i a qui van posar Luke G. Jones. Luke és productor de cinema.
Va ser reconeguda per primera vegada fora del Regne Unit el 1974, després de fer el paper de Louisa Trotter en la sèrie dramàtica de la BBC, The Duchess of Duke Street. Després va fer el paper de la Sra. Dashwood en Sense and Sensibility (1995), pel·lícula guanyadora d'un Oscar i en la qual va actuar al costat de Kate Winslet, Alan Rickman i Emma Thompson.
Entre les seves nombroses pel·lícules estan Shanghai Knights, on dona vida a la reina Victoria; Harry Potter i la cambra secreta, en el paper de la Senyora Pomfrey; Bridget Jones's Diary i la seva seqüela, en les quals va interpretar a la mare de la protagonista; Sense notícies de Déu; Els dimonis de Ken Russell; The Feast of July; Wilde; i El cas Winslow.

## Filmografia
Cinema i sèries de televisió
| Any  | Títol                                            | Personatge           | Notes |
| ---- | ------------------------------------------------ | -------------------- | ----- |
| 1971 | The Devils                                       | Madeleine            |       |
| 1988 | La casa de paper (Paperhouse)                    | Dr. Sarah Nicols     |       |
| 1995 | Sense and Sensibility                            | Sra. Dashwood        |       |
| 1995 | Feast of July                                    | Sra. Wainwright      |       |
| 1995 | Wilde                                            | Lady Queensberry     |       |
| 1997 | Jane Eyre                                        | Sra. Fairfax         |       |
| 1998 | The Theory of Flight                             | Anne                 |       |
| 1999 | The Winslow Boy                                  | Grace Winslow        |       |
| 1999 | Cotton Mary                                      | Sra. Freda Davids    |       |
| 2001 | Sense notícies de Déu                            | Nancy                |       |
| 2001 | El diari de Bridget Jones                        | Mare de Bridget      |       |
| 2002 | Harry Potter i la cambra secreta                 | Senyora Pomfrey      |       |
| 2003 | Shanghai Knights                                 | Reina Victoria       |       |
| 2004 | Bridget Jones: The Edge of Reason                | Mare de Bridget      |       |
| 2005 | Fràgils (Frágiles)                               | Sra. Folder          |       |
| 2007 | The Contractor                                   | Sra. Day             |       |
| 2008 | Good                                             | Mare                 |       |
| 2009 | Harry Potter i el misteri del príncep            | Senyora Pomfrey      |       |
| 2010 | Coneixeràs l'home dels teus somnis               | Helena Shepridge     |       |
| 2010 | Forget Me Not                                    | Lizzie               |       |
| 2010 | The Cellar                                       | Patricia             |       |
| 2011 | Histèria (Hysteria)                              | Lady St. John-Smythe |       |
| 2011 | Harry Potter i les relíquies de la Mort - Part 2 | Senyora Pomfrey      |       |
| 2012 | The Lady Vanishes                                | Rose Flood-Porter    |       |
| 2017 | God's Own Country                                | Deidre Saxby         |       |

| Any         | Títol                                  | Personatge                          | Notes       |
| ----------- | -------------------------------------- | ----------------------------------- | ----------- |
| 1962        | No Hiding Place                        | Brenda                              | 1 episodi   |
| 1963        | The Human Jungle                       | Pamela                              | 1 episodi   |
| 1964        | Z Cars                                 | Sra. Aldiss                         | 1 episodi   |
| 1965 - 1966 | Theatre 625                            | Nina, Victoire i Lucille Desmoulins | 2 episodis  |
| 1967        | Rainbow City                           | Mary Steele                         | 4 episodis  |
| 1967        | Kenilworth                             | Reina Elizabeth I                   | 4 episodis  |
| 1970        | The Spoils of Poynton                  | Fleda Vetch                         | 4 episodis  |
| 1974        | Fall of Eagles                         | Princesa Vicky                      | 2 episodis  |
| 1976 - 1977 | The Duchess of Duke Street             | Louisa Trotter                      | 31 episodis |
| 1987        | Inspector Morse                        | Anne Staveley                       | 1 episodi   |
| 1990        | Ruth Rendell Mysteries                 | Sra. Peveril                        | 3 episodis  |
| 1991        | Devices and Desires                    | Alice Mair                          | 6 episodis  |
| 1997        | The Phoenix and the Carpet             | Sra. Day                            |             |
| 1997        | Good                                   | Sra. Bibble                         |             |
| 2000        | Longitude                              | Elizabeth Harrison                  |             |
| 2002        | Bootleg                                | Sra. Bubby                          |             |
| 2002        | Midsomer Murders                       | Maisie Gooch                        | 1 episodi   |
| 2003        | Agatha Christie's Poirot               | Srta. Williams                      | 1 episodi   |
| 2003 - 2008 | Trial & Retribution                    | Dr. Jean Mullins                    | 10 episodis |
| 2005        | All About George                       | Kay                                 | 6 episodis  |
| 2005        | Judge John Deed                        | Professora Moriarty                 | 1 episodi   |
| 2007        | Who Killed Mrs De Ropp?                | Sra. De Ropp                        |             |
| 2007        | Ballet Shoes                           | Dra. Jakes                          |             |
| 2007 - 2008 | Spooks                                 | Connie James                        | 16 episodis |
| 2010        | The Secret Diaries of Miss Anne Lister | Tia Lister                          |             |
| 2010        | Whistle and I'll come to You           | Alice Parkin                        |             |
| 2011        | Merlín                                 | Cailleach                           | 2 episodis  |
| 2012        | 13 Steps Down                          | Olive                               | 2 episodis  |

Teatre
| Any  | Obra                | Personatge | Director       | Teatre          | Notes                                                    |
| ---- | ------------------- | ---------- | -------------- | --------------- | -------------------------------------------------------- |
| 1994 | Unfinished Business | -          | Steven Pimlott | The Pit Theatre | al costat de Jasper Britton, Toby Stephens i Philip Voss |